# Оттер-Лейк (Мічиган)
Оттер-Лейк (англ. Otter Lake) — селище (англ. village) в США, в округах Лапір і Дженесі штату Мічиган. Населення — 426 осіб (2020).

## Географія
Оттер-Лейк розташований за координатами 43°12′48″ пн. ш. 83°27′36″ зх. д. / 43.21333° пн. ш. 83.46000° зх. д. (43.213448, -83.459979).  За даними Бюро перепису населення США в 2010 році селище мало площу 2,18 км², з яких 1,97 км² — суходіл та 0,21 км² — водойми.

## Демографія
Згідно з переписом 2010 року, у селищі мешкало 389 осіб у 144 домогосподарствах у складі 99 родин. Густота населення становила 179 осіб/км².  Було 177 помешкань (81/км²).
Расовий склад населення:
| - 94,3 % — білих - 1,3 % — корінних американців - 0,3 % — вихідців з тихоокеанських островів - 0,3 % — чорних або афроамериканців - 0,3 % — азіатів |

До двох чи більше рас належало 3,3 %. Частка іспаномовних становила 1,8 % від усіх жителів.
За віковим діапазоном населення розподілялося таким чином: 25,7 % — особи молодші 18 років, 62,7 % — особи у віці 18—64 років, 11,6 % — особи у віці 65 років та старші. Медіана віку мешканця становила 38,4 року. На 100 осіб жіночої статі у селищі припадало 121,0 чоловіків;  на 100 жінок у віці від 18 років та старших — 124,0 чоловіків також старших 18 років.
Середній дохід на одне домашнє господарство  становив 52 574 долари США (медіана — 52 778), а середній дохід на одну сім'ю — 52 501 долар (медіана — 50 625). Медіана доходів становила 35 000 доларів для чоловіків та 31 184 долари для жінок. За межею бідності перебувало 18,9 % осіб, у тому числі 32,9 % дітей у віці до 18 років та 3,6 % осіб у віці 65 років та старших.
Цивільне працевлаштоване населення становило 162 особи. Основні галузі зайнятості: роздрібна торгівля — 21,0 %, виробництво — 17,3 %, мистецтво, розваги та відпочинок — 10,5 %, будівництво — 9,9 %.